# Mesothen samina
Mesothen samina là một loài bướm đêm thuộc phân họ Arctiinae, họ Erebidae.